# مجلس العلاقات الأمريكية الإسلامية
مجلس العلاقات الأمريكية الإسلامية (cair) بالإنجليزية: Council on American-Islamic Relations  أنشأ في عام 1994 ويعتبر مؤسسة متخصصة في الدفاع عن الحقوق المدنية والعلاقات الإعلامية والمشاركة المدنية والتعليم وحريات المسلمين الأمريكيين أو الاجانب بالإضافة إلى كونها جماعة ضغط. تسعى لتحسين صورة الإسلام في أمريكا وتشجيع النشاط الاجتماعي والقانوني والسياسي بين المسلمين في أمريكا ومشاركتهم في الحياة السياسية الأمريكية.
يقع مقره الرئيسي في كابيتول هيل في واشنطن العاصمة، ولها مكاتب إقليمية في جميع أنحاء البلاد. وقد اتهم منتقدو المجلس بمتابعة جدول أعمال إسلامي كما زعموا أن الجماعة مرتبطة بحماس، وجماعة الإخوان المسلمين، ورفضها المجلس واصفا إياها بأنها «حملة من الإسلاموفوبيا».
يدير المجلس نهاد عوض.

## الهيئة المديرة
- نهاد عوض، مدير تنفيذي
- علاء بيومي، مدير الشؤون العربية

## مواضيع ذو علاقة
دانيل بايبس

## مواقع خارجية
- (بالإنجليزية) الموقع الرسمي